# IAE V2500
L'IAE V2500 est un turboréacteur à double flux et double corps à fort taux de dilution qui équipe les avions de ligne de la famille des Airbus A320 (A320, A321, A319 et Airbus Corporate Jet), le McDonnell Douglas MD-90 et l'Embraer KC-390.

## Généralités
Le moteur a été développé par la coentreprise internationale International Aero Engines, formée en 1983 à ce but et composée des constructeurs Pratt & Whitney, Rolls-Royce, Japanese Aero Engines Corporation et MTU Aero Engines. Le « V » de V2500 correspond en fait au chiffre « 5 » en chiffre romains, comme les cinq constructeurs initialement impliqués dans le programme. Fiat Avio était le cinquième constructeur, mais il s'est retiré du groupe. Depuis sa réapparition en tant qu'Avio, il participe cependant à la fourniture de pièces détachées. Le nombre « 2500 » est lié à la poussée en livres-force initialement prévue pour le moteur (25 000 lbf, soit 111,21 kN). Ce chiffre a toutefois été largement dépassé depuis, avec des valeurs de plus de 32 000 lbf (142,34 kN) pour certaines versions du moteur.
La certification de type de l'administration fédérale américaine (FAA) pour le V2500 a été accordée en 1988. Le moteur reçoit la certification ETOPS-120 en 1992. En 1998, le 1000e moteur est livré à la Lufthansa. En 2002, le 2000e moteur est livré, et l'ensemble de la flotte totalise déjà 20 millions d'heures de vol. En 2004, ce chiffre passe à 20 millions (??) d'heures de vol. C'est aussi cette année qu'on assiste au premier démontage d'un moteur ayant assuré plus de 23 000 heures de fonctionnement sans défaillance. En 2006, c'est un moteur ayant fonctionné 28 000 heures qui est démonté. Le 28 août 2009, le 4000e V2500 a été livré à la compagnie porte-drapeau brésilienne TAM et installé sur le 4000e appareil produit de la famille A320 (un A319),.
En 2015, on comptait 6 200 exemplaires de ce moteur produits et en commande.

## Développement

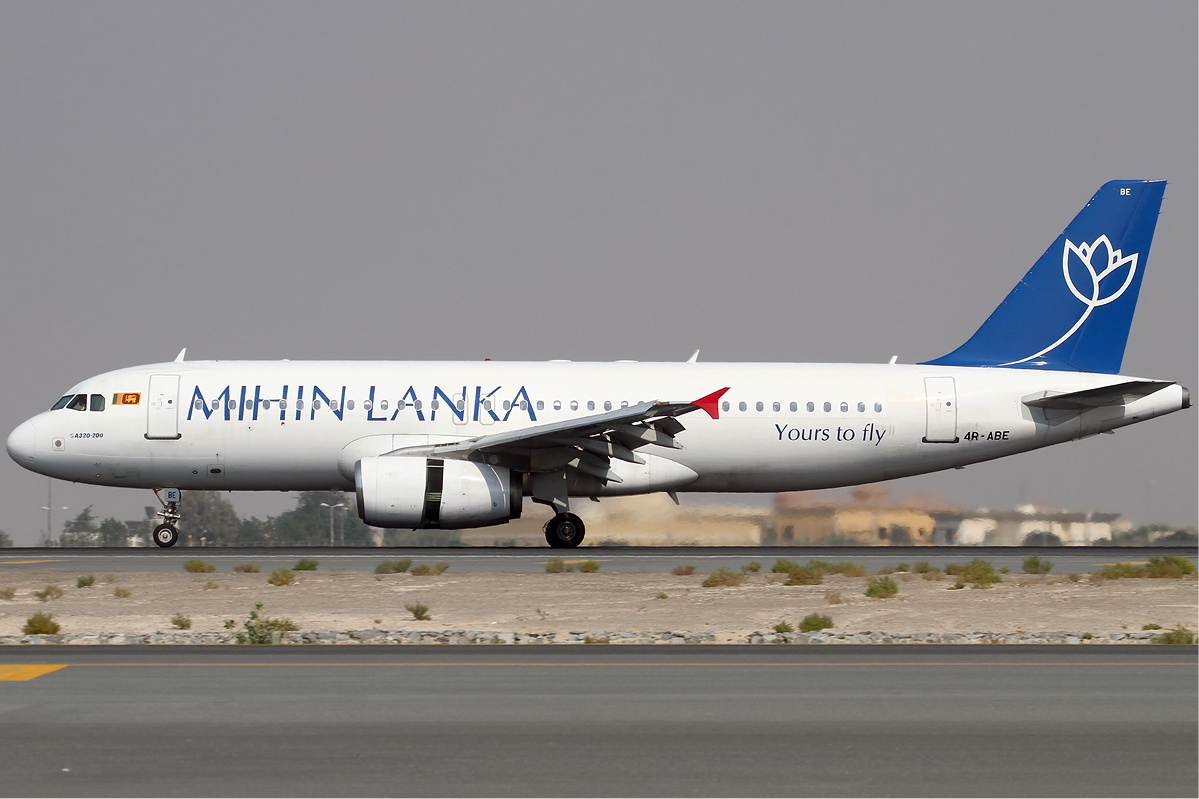
Un Airbus A320 de la compagnie Mihin Lanka, équipé de moteurs V2500.

Rolls-Royce a conçu le compresseur haute-pression (HP) en se basant sur et en agrandissant l'unité de recherche à 8 étages RC34B utilisée dans le moteur de démonstration RB.401-06, mais également en lui ajoutant un zero-stage (étage zéro) à l'avant et un dixième étage à l'arrière. Pratt & Whitney a développé la chambre de combustion et la turbine HP refroidie par air à deux étages, tandis-que la Japanese Aero Engine Corporation s'est chargée de fournir le compresseur basse-pression (BP). La société allemande MTU a, elle, été responsable de la conception de la turbine BP à 5 étages.

## Versions

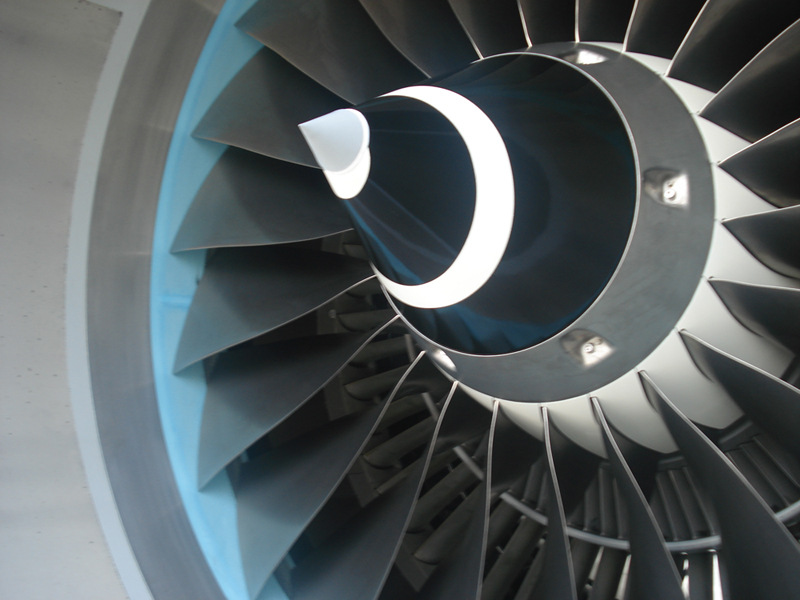
Soufflante d'un IAE V2500-A1 installé sur un Airbus A320.

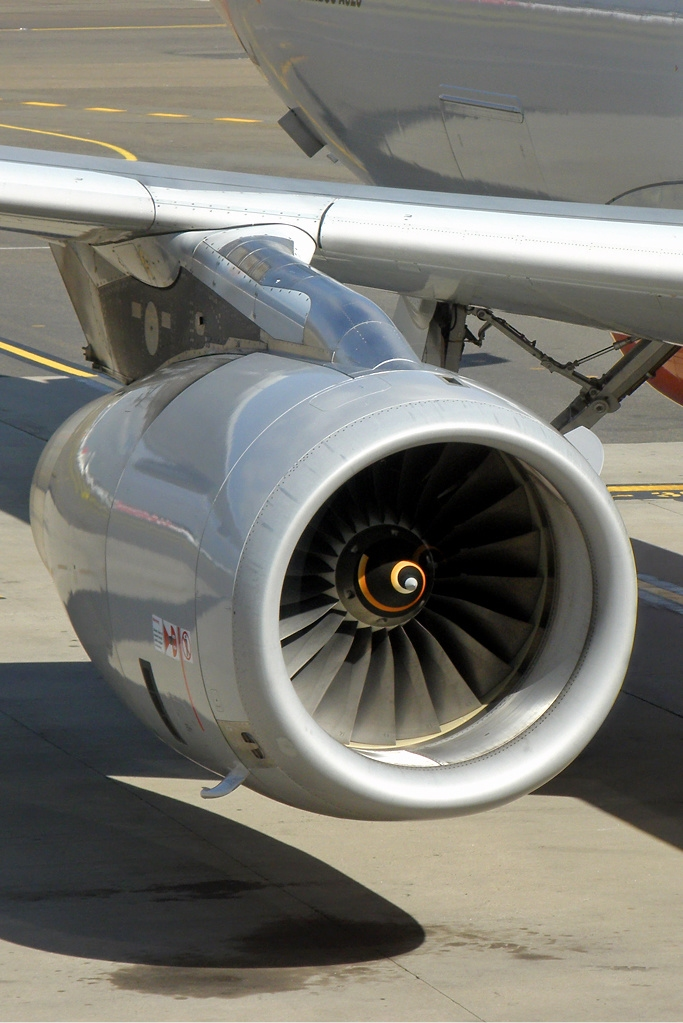
Un V2500 sur un A320 de la Jetstar Airways.

### V2500-A1
Première version produite du moteur, entrée en service avec Adria Airways. Poussée produite de 110,31 kN.

### V2533-A5
Sur cette version du moteur, un quatrième étage BP, dit « booster » a été ajouté au moteur de base pour augmenter le débit d'air dans le cœur. Cette modification, en plus d'une augmentation du diamètre de la soufflante, a permis d'augmenter la poussée produite à 133 kN, afin de rendre le moteur adapté à l'Airbus A321-231, plus gros que les autres appareils de la famille A320. La grande majorité des V2500 sont des A5. Le prix du marché de la maintenance, des réparations et de la mise en œuvre du V2500 était proche des 3 milliards de dollars en 2015.

### Versions dérivées du V2533-A5
Plusieurs versions dérivées du moteur ont été conçues à partir de la version -A5, parmi lesquelles :
- Le V2522-A5 pour l'Airbus A319-131, produisant une poussée de 102,49 kN ;
- Le V2524-A5 pour l'Airbus A319-132, produisant une poussée de 108,89 kN ;
- Le V2527-A5 pour l'Airbus A320-232, produisant une poussée 118,32 kN ;
- Le V2528-D5 pour le McDonnell Douglas MD-90-30, produisant une poussée de 124,55 kN ;
- Le V2530-A5 pour l'Airbus A321-131, produisant une poussée de 130,55 kN ;
- Le V2500-E5 pour l'Embraer KC-390, produisant une poussée de 139,40 kN.

### V2500SelectOne
Le 10 octobre 2005, IAE a annoncé le lancement du « V2500Select », plus tard désigné « V2500SelectOne », avec une vente à IndiGo Airlines pour propulser 100 exemplaires d'A320. Le « SelectOne » est une combinaison d'améliorations de performances et d'accords après-vente. En février 2009, Pratt & Whitney a mis à jour le premier V2500-A5 au standard SelectOne. Le moteur était propriété d'US Airways et utilisé depuis 1998.

### V2500SelectTwo
Le 15 mars 2011, IAE a annoncé le lancement d'une option de mise à jour pour les moteurs SelectOne vers le niveau « SelectTwo ». Ce programme offre une réduction de consommation en carburant de 0,58 %, grâce à une mise à jour du programme de gestion interne du moteur, et un revêtement sur les pales de la turbine désigné « ErCoat ». Ce programme est disponible pour les versions V2500-A5 et dérivées depuis 2013.

## Applications
- Famille Airbus A320 (excepté l'A318)
- Embraer KC-390
- McDonnell Douglas MD-90

## Caractéristiques techniques
| Version  | Poussée   | Taux de dilution | Taux de compression | Diamètre de la soufflante | longueur totale | Masse    | Début de production | Avion(s) équipé(s)                                |
| -------- | --------- | ---------------- | ------------------- | ------------------------- | --------------- | -------- | ------------------- | ------------------------------------------------- |
| V2500-A1 | 110,31 kN | 5,4 : 1          | 35,8 : 1            | 1 587 mm                  | 3 200 mm        | 2 327 kg | 1989                | Airbus A320-231                                   |
| V2522-A5 | 102,49 kN | 4,9 : 1          | 32,8 : 1            | 1 613 mm                  | 3 200 mm        | 2 359 kg | 1996                | Airbus A319-131                                   |
| V2524-A5 | 108,89 kN | 4,9 : 1          | 32,8 : 1            | 1 613 mm                  | 3 200 mm        | 2 359 kg | 1997                | Airbus A319-132                                   |
| V2525-D5 | 111,21 kN | 4,8 : 1          | 34,5 : 1            | 1 613 mm                  | 3 200 mm        | 2 484 kg | 1995                | McDonnell Douglas MD-90-30                        |
| V2527-A5 | 118,32 kN | 4,8 : 1          | 32,8 : 1            | 1 613 mm                  | 3 200 mm        | 2 359 kg | 1993                | Airbus A319-133, Airbus A320-232, Airbus A320-233 |
| V2528-D5 | 124,55 kN | 4,7 : 1          | 35,2 : 1            | 1 613 mm                  | 3 200 mm        | 2 484 kg | 1995                | McDonnell Douglas MD-90-30ER                      |
| V2530-A5 | 130,55 kN | 4,6 : 1          | 36,2 : 1            | 1 613 mm                  | 3 200 mm        | 2 359 kg | 1993                | Airbus A321-131, Airbus A321-232                  |
| V2533-A5 | 133,00 kN | 4,5 : 1          | 35,2 : 1            | 1 613 mm                  | 3 200 mm        | 2 359 kg | 1997                | Airbus A321-231                                   |
| V2500-E5 | 139,40 kN | 4,6 : 1          | 36,2 : 1            | 1 613 mm                  | 3 200 mm        | 2 484 kg | 2014                | Embraer KC-390                                    |